# Impatiens lushiensis
Impatiens lushiensis är en balsaminväxtart som beskrevs av Yi Ling Chen. Impatiens lushiensis ingår i släktet balsaminer, och familjen balsaminväxter. Inga underarter finns listade i Catalogue of Life.